# Полија (Вибо Валенција)
Полија (итал. Polia) је насеље у Италији у округу Вибо Валенција, региону Калабрија.
Према процени из 2011. у насељу је живело 309 становника. Насеље се налази на надморској висини од 382 м.

## Становништво
Према резултатима пописа становништва 2011. у општини је живело 1.048 становника.
| 1931. | 1936. | 1951. | 1961. | 1971. | 1981. | 1991. | 2001. | 2011. |
| ----- | ----- | ----- | ----- | ----- | ----- | ----- | ----- | ----- |
| 3.704 | 3.746 | 3.719 | 2.798 | 2.046 | 1.552 | 1.512 | 1.319 | 1.048 |